# Moody Island
Moody Island ist eine 16 km lange und vereiste Insel des Marshall-Archipels vor der Saunders-Küste des westantarktischen Marie-Byrd-Lands. Im Sulzberger-Schelfeis liegt sie zwischen Kizer Island und Steventon Island.
Der United States Geological Survey kartierte sie anhand eigener Vermessungen und Luftaufnahmen der United States Navy aus den Jahren von 1959 bis 1965. Das Advisory Committee on Antarctic Names benannte sie 1966 nach Edward Lester Moody (1911–1984), Hundeschlittenführer bei der zweiten Antarktisexpedition (1933–1935) des US-amerikanischen Polarforschers Richard Evelyn Byrd.